# Serigne Niang
Serigne Fallou Niang (1º maggio 1995) è un calciatore senegalese, centrocampista del Bourgoin-Jallieu.

## Carriera

### Club
Dopo gli inizi in patria, nella stagione 2013-2014 ha giocato in Belgio con la maglia dell'Eupen.
Successivamente ha militato nella massima serie tunisina con la maglia dello Sfaxien, con cui ha firmato un contratto di tre anni e mezzo. Nell'arco di questo triennio gioca in totale 39 partite nella prima divisione tunisina e 5 partite nella Coppa della Confederazione CAF.
Nell'estate del 2017 si accasa poi allo Châteauroux, formazione della seconda divisione francese; dopo aver giocato in totale 13 partite nell'arco di due campionati si trasferisce al Le Puy, nella terza divisione francese.

### Nazionale
Nel 2011 ha giocato 3 partite senza mai segnare nella Coppa d'Africa Under-17. In seguito ha vestito anche la maglia della nazionale Under-23.
Successivamente è stato convocato con la nazionale Under-20 senegalese per partecipare ai Mondiali Under-20 del 2015; il 31 maggio ha esordito in questa manifestazione, giocando gli ultimi 24 minuti della partita persa per 3-0 contro i pari età del Portogallo. Disputa la sua seconda ed ultima partita nel torneo giocando da titolare nella finale per il terzo e quarto posto persa per 3-1 contro il Mali il 20 giugno.